# Florent Manaudou
Florent Manaudou, född 12 november 1990 i Villeurbanne, Frankrike, är en fransk simmare och olympisk guldmedaljör från London 2012. Han innehar världsrekordet på 50 m ryggsim kort bana med tiden 22,22 sekunder.
Forent är lillebror till den tidigare simmaren Laure Manaudou.

## Karriär
Vid de olympiska simtävlingarna 2016 i Rio de Janeiro tog han två silvermedaljer. Vid olympiska sommarspelen 2020 i Tokyo tog Manaudou silver på 50 meter frisim.
I december 2022 vid kortbane-VM i Melbourne var Manaudou en del av Frankrikes kapplag som tog guld och noterade ett nytt världsrekord på 4×50 meter mixad frisim.
I december 2023 vid kortbane-EM i Otopeni tog Manaudou silver på 50 meter frisim samt var en del av Frankrikes kapplag som tog silver på 4×50 meter mixad medley och brons på 4×50 meter mixad frisim.

### Fotnoter
1. ↑  läs online, www.sports-reference.com .[källa från Wikidata]
2. ↑  läs online, BBC .[källa från Wikidata]
3. ↑  Česko-Slovenská filmová databáze, 2001, ČSFD person-ID: 323519.[källa från Wikidata]
4. ↑  läs online, www.nj.com  .[källa från Wikidata]
5. ↑  läs online, www.astro.com .[källa från Wikidata]
6. ↑  läs online, BBC .[källa från Wikidata]
7. ↑  läs online, www.voici.fr  .[källa från Wikidata]
8. ↑  ”Florent Manaudou - Biography”. Florent Manaudou Bio, Stats, and Results - Olympics at Sports.reference.com. sportsreference.com. Arkiverad från originalet den 15 december 2012. https://web.archive.org/web/20121215231419/http://www.sports-reference.com/olympics/athletes/ma/florent-manaudou-1.html. Läst 7 augusti 2015.
9. ↑  ”JLaure et Florent Manaudou: famille, amour et natation”. gala.fr. http://www.gala.fr/l_actu/news_de_stars/laure_et_florent_manaudou_famille_amour_et_natation_347814?page=2. Läst 8 augusti 2015.
10. ↑  Couturier, Marine. (19 september 2016). Florent Manaudou et la suite de sa carrière : une réponse attendue avant le 1er octobre. Arkiverad 7 januari 2017 hämtat från the Wayback Machine. Francetv sport. Läst 6 januari 2017.
11. ↑  ”JO de Tokyo : l'argent pour Florent Manaudou, dans la légende de la natation française” (på franska). lci.fr. 1 augusti 2021. https://www.lci.fr/sport/jo-de-tokyo-florent-manaudou-vice-champion-olympique-du-50m-nage-libre-sa-troisieme-medaille-consecutive-un-record-pour-la-natation-francaise-2192842.html. Läst 1 augusti 2021.
12. ↑  ”World Championships, Day Four Men’s Finals: France Destroys World Record For Gold In Mixed 200 Freestyle Relay”. swimmingworldmagazine.com. 16 december 2022. https://www.swimmingworldmagazine.com/news/world-championships-day-four-mens-finals-france-destroys-world-record-for-gold-in-mixed-200-freestyle-relay/. Läst 22 december 2022.
13. ↑  ”Samtliga resultat – Europamästerskapen i kortbanesimning 2023” (PDF). esch23.microplustimingservices.com. https://esch23.microplustimingservices.com/assets/pdf/RESULTS_BOOK.pdf. Läst 17 januari 2024.